# Suchakree Poomjang
Suchakree „Kwan“ Poomjang (* 2. Januar 1975) ist ein thailändischer Snookerspieler, der zwischen 2001 und 2004 Profispieler war. Daneben konnte er auch als Amateur einige Erfolge verbuchen.

## Karriere
Suchakree Poomjang ist der ältere Bruder von Dechawat Poomjaeng (* 1978), der ebenfalls für einige Zeit professioneller Snookerspieler war. Suchakree ist auch unter dem Spitznamen Kwan bekannt; häufig tritt er auch als Kwan Poomjang bei Turnieren an. Daneben variiert die Schreibweise seines Namens auch zwischen Poomjang und Poomjaeng. 1995 erreichte er bei der U21-Weltmeisterschaft das Finale, verlor aber gegen Alan Burnett. 1995 und 1997 nahm er auch an der Haupt-Weltmeisterschaft teil, beim zweiten Mal kam er bis ins Achtelfinale. Als einer der führenden thailändischen Amateure jener Zeit wurde er ab 1997 insgesamt drei Mal zu professionellen Turnieren in Thailand eingeladen, verlor aber jedes Mal in der Wildcard-Runde. Anschließend spielte er unregelmäßig auf der UK Tour 1999/2000.
Schließlich wurde er 2001 Profispieler. In den folgenden drei Saisons nahm Suchakree regelmäßig an den Profiturnieren teil. Meist schied er aber in der Qualifikation der Turniere aus, mit der Teilnahme an der Runde der letzten 32 bei der UK Championship 2002 gelang ihm aber ein Achtungserfolg bei einem wichtigen Turnier. Insgesamt reichten seine Ergebnisse nie für eine Platzierung in den Top 64 der Snookerweltrangliste, 2002 rettete ihn sogar nur die WSA Open Tour 2001/02 in die nächste Saison. Bis Mitte 2004 arbeitete er sich aber sukzessive bis auf Rang 69 hinauf. Zu diesem Zeitpunkt verfehlte er aber die Kriterien für eine sportliche Qualifikation für die nächste Saison, weshalb er seinen Profistatus verlor.
Danach wandte sich Suchakree wieder dem Amateursnooker zu. Nachdem er 2004 thailändischer Vize-Meister geworden war, nahm er 2007 an der Amateurweltmeisterschaft teil, schied aber bereits in der Gruppenphase aus. Danach verzichtete er für fast 10 Jahre auf Teilnahmen an bedeutenden internationalen Turnieren. Erst 2016 meldete er sich zurück, als er einer Einladung zur professionellen 6-Red World Championship folgte. Nachdem er in der Gruppenphase unter anderem mit Stephen Maguire einen Spieler der Weltspitze besiegt hatte, verlor er in der Runde der letzten 32 gegen Ryan Day. Zwei Jahre später erreichte er beim Amateur-Pendant das Achtelfinale. Zudem entdeckte er die Ü40-Amateurweltmeisterschaft für sich. Nachdem er 2018 bereits das Halbfinale erreicht hatte, gewann er das Turnier 2019 gegen Alok Kumar. Daneben zog er bei der UK Seniors Championship 2018 ebenfalls ins Halbfinale ein, wo er gegen den späteren Turniersieger Ken Doherty verlor. Zuvor hatte er Dennis Taylor und Jimmy White besiegt. 2018 und 2019 gewann er zudem zusammen mit Phisit Chandsri das Ü40-Event des IBSF World Team Cups. 2022 konnte er im Six-Red-Snooker-Einzel eine Bronzemedaille bei den Südostasienspielen gewinnen. Es war seine erste Medaille bei einer Multisportveranstaltung.

## Erfolge
| Ausgang         | Jahr | Turnier                                | Finalgegner  | Ergebnis |
| --------------- | ---- | -------------------------------------- | ------------ | -------- |
| Amateurturniere |      |                                        |              |          |
| Zweiter         | 1995 | IBSF U21-Snookerweltmeisterschaft      | Alan Burnett | 6:11     |
| Zweiter         | 2004 | Thailändische Snooker-Meisterschaft    | Rom Surin    | 2:5      |
| Sieger          | 2019 | IBSF-Senioren-Snookerweltmeisterschaft | Alok Kumar   | 6:3      |

Team-Events
- IBSF World Team Cup – Seniors: Sieger 2018 & 2019